# Timora unifascia
Timora unifascia is een vlinder uit de familie uilen (Noctuidae). De wetenschappelijke naam van deze soort is voor het eerst geldig gepubliceerd in 1911 door Bethune-Baker.
De soort komt voor in tropisch Afrika.